# Ómar Ingi Magnússon
Ómar Ingi Magnússon (født 15. marts 1997) er en islandsk håndboldspiller som spiller i SC Magdeburg og Islands herrerhåndboldlandshold.